# Dometa Point
Dometa Point är en udde i Antarktis. Den ligger i Sydshetlandsöarna. Argentina, Chile och Storbritannien gör anspråk på området.
Terrängen inåt land är platt åt nordväst, men åt nordost är den kuperad. Havet är nära Dometa Point åt sydväst. Trakten är obefolkad. Det finns inga samhällen i närheten. 